# Haibatullah Akhundzada

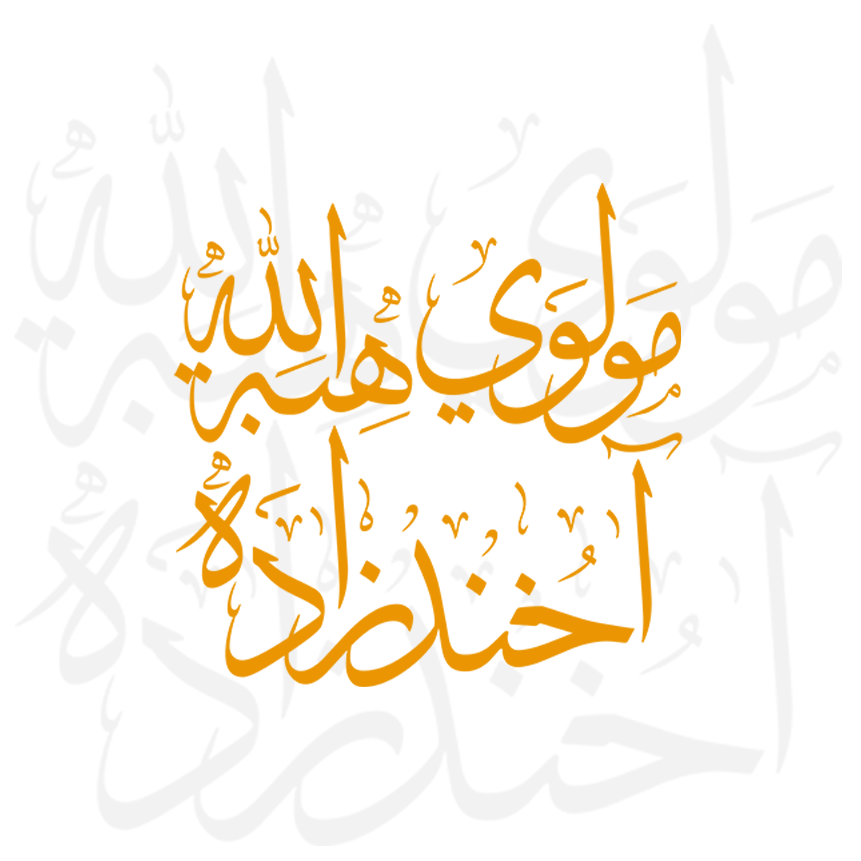
Kalligrafisk avbildning av Akhundzadas namn, använd på afghanska myndigheters webbplatser.

Haibatullah Akhundzada, även stavat Hibatullah Akhundzada, är sedan 2016 den högste andlige ledaren för talibanrörelsen i Afghanistan. I denna position efterträdde han mulla Akhtar Mansour som dödades i en drönarattack, genomförd av USA:s flygvapen. Efter talibanernas maktövertagande i augusti 2021 utsågs han till överhuvud i den talibanstyrda staten Islamiska emiratet Afghanistan, som (juni 2022) inte är internationellt erkänd som stat.
Haibatullah Akhundzada syns inte ofta i offentligheten och mycket om hans liv är okänt. Han kommer från en strängt religiös pashtunsk familj i Kandahar och tros var född cirka 1960. Han anslöt sig tidigt till talibanrörelsen som grundades 1994. Under talibanernas styre i Afghanistan 1996–2001 var han högste ledare för domstolsväsendet, som tillämpade strikt sharialag. Efter USA:s invasion 2001 flydde han till Pakistan där han predikade och var lärare i en moské. Till skillnad från talibanrörelsens tidigare ledare har han ingen större militär erfarenhet utan framstår snarare som en skriftlärd. Han finns inte med på FN:s sanktionslista men hans son Abdur Rahman dog enligt talibanerna som självmordsbombare i en attack mot en afghansk bas i Helmand 2017. 